# 안가라 항공
안가라 항공(러시아어: АО «Авиакомпания „Ангара́“»)은 이르쿠츠크, 러시아에 본사를 둔 주식회사 항공사이다. 이 항공사는 안가라 강의 이름을 따서 지어졌다.

## 개요
2000년에 설립된 이 항공사는 이르쿠츠크 국제공항에서 소유주인 이르쿠트 공사 항공기 수리 공장을 대신하여 운영된다. 또한 이르쿠츠크와 노보시비르스크에 거점을 둔 안가라 항공은 시베리아 지역과 러시아 연방의 다른 지역으로 정기 항공편을 운항하며, 한 국제 연결편으로 만저우리시, 중화인민공화국으로 향한다. 정기 항공편 외에도 안가라 항공은 전세 운송, VIP 운송 및 화물 및 우편 서비스를 제공한다.
2017년 7월, 이 항공사는 모스크바에서 열린 MAKS 에어쇼에서 3대의 이르쿠트 MC-21-300에 대한 의향서에 서명했다고 발표되었다. 항공사는 아직 항공기에 어떤 엔진을 선택할지 결정하지 못했다. 주문이 확정되면 항공기는 원래 2022년부터 2025년까지 인도될 예정이었다.
2022년부터 모든 러시아 항공사와 마찬가지로 EU 영공 비행이 금지되었다.

## 취항지

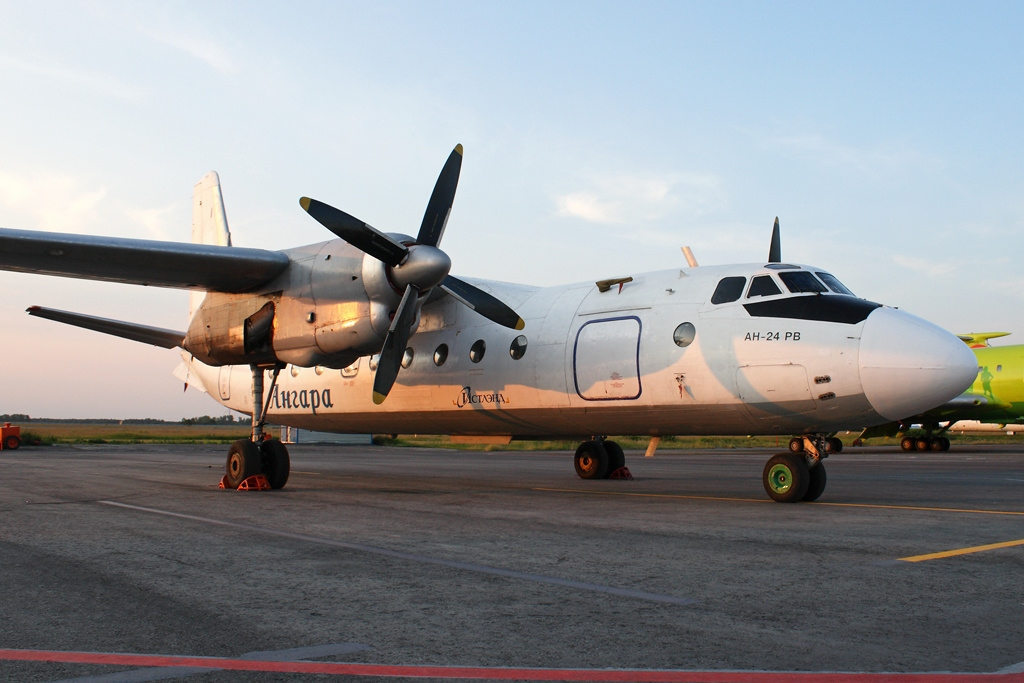
안가라 안토노프 An-24RV

2022년 5월 현재 안가라 항공은 다음 목적지에 취항한다.
 러시아
- 아무르주
  - 블라고베셴스크 (아무르주) – 이그나티예보 공항[7]
  - 탈라칸 – 탈라칸 공항
  - 틴다 – 틴다 공항[7]
  - 제야 – 제야 공항[7]
- 부랴티야 공화국
  - 니주네앙가르스크 – 니주네앙가르스크 공항
  - 탁시모 – 탁시모 공항
  - 울란우데 – 바이칼 국제공항
- 이르쿠츠크주
  - 보다이보 – 보다이보 공항
  - 브라츠크 – 브라츠크 공항
  - 예르보가첸 – 예르보가첸 공항
  - 이르쿠츠크 – 이르쿠츠크 국제공항
  - 키렌스크 – 키렌스크 공항
  - 마마 – 마마 공항
  - 우스티쿠트 – 우스티쿠트 공항
- 하바롭스크 변경주
  - 하바롭스크 – 하바롭스크 공항[7]
- 사하 공화국
  - 렌스크 – 렌스크 공항
- 사할린주
  - 노글리키 – 노글리키 공항[7]
  - 오하 – 오하 공항[7]
  - 샤흐툐르스크 (사할린주) – 샤흐툐르스크 공항[7]
- 자바이칼주
  - 차라 – 차라 공항
  - 치타 – 카달라 공항

## 보유 기종
안가라 항공의 보유 기종은 다음과 같다 (2022년 5월 기준):
| 항공기               | 총계 | 주문 | 승객 | 참고                                                            |
| -------------------- | ---- | ---- | ---- | --------------------------------------------------------------- |
| 안토노프 An-2        | 2    | —    | 12   |                                                                 |
| 안토노프 An-24RV     | 5    | —    | 48   | AGU200 (2019), AGU9007 (2011), AGU2311 (2025) 세 편이 추락했다. |
| 안토노프 An-26-100   | 3    | —    | 43   |                                                                 |
| 밀 Mi-8              | 11   | —    | 22   |                                                                 |
| 안토노프 An-148-100E | 5    | —    | 68   | 모두 퇴역함                                                     |
| 총계                 | 21   | —    |      |                                                                 |

## 사고
- 2011년 7월 11일: 안가라 항공 9007편은 톰스크에서 러시아 수르구트로 운항 중이던 안토노프 An-24 (등록번호 RA-47302) 항공기에서 비행 중 엔진 화재가 발생하여 승무원이 오비강에 비상 착수했다. 탑승자 37명 중 7명의 승객이 사망했다. 이 항공기는 전손 처리되었다.

- 2019년 7월 27일: 안가라 항공 200편은 러시아 니주네앙가르스크에서 울란우데로 운항 중이던 안토노프 An-24 (등록번호 RA-47366) 항공기에서 이륙 직후 엔진 고장이 발생했다. 이 항공기는 비상 착륙을 시도한 후 활주로를 벗어나 건물에 충돌하여 화재가 발생했다. 탑승자 47명 중 2명의 승무원이 사망하고 7명이 부상했다. 이 항공기는 전손 처리되었다.[10][11]

- 2025년 7월 24일: 안가라 항공 2311편은 러시아 블라고베셴스크 (아무르주)에서 틴다로 운항 중이던 안토노프 An-24 항공기로, 5명의 어린이를 포함한 승객 42명과 승무원 6명이 탑승했으며, 목적지 근처에서 추락하여 탑승자 전원이 사망했다.[12][13]